# Никольское (Новоукраинский район)
Никольское (укр. Микільське) — село в Песчанобродской сельской общине Новоукраинского района Кировоградской области Украины.
До 2020 года входило в Добровеличковский район
Население по переписи 2001 года составляло 25 человек. Почтовый индекс — 27038. Телефонный код — 5253. Занимает площадь 0,12 км². Код КОАТУУ — 3521786803.